# Sagittarius elliptikus törpegalaxis
A Sagittarius elliptikus törpegalaxis (Sag DEG) a Tejútrendszer egy nyújtott, elliptikus, hurok alakú pályán mozgó kísérője, törpe szferoidális galaxis. Hozzávetőleg 10 000 fényév átmérőjű és jelenleg körülbelül 70 000 fényévre van a Földtől. Sarki pályán kering a Tejútrendszer magja körül, nagyjából 50 000 fényévre (harmadakkora távolságra, mint a Nagy Magellán-felhő). A Sag DEG-et nem szabad összekeverni a Sag DIG-gel, ami egy kis szabálytalan alakú galaxis 4 millió fényév távolságban.

## Tulajdonságok

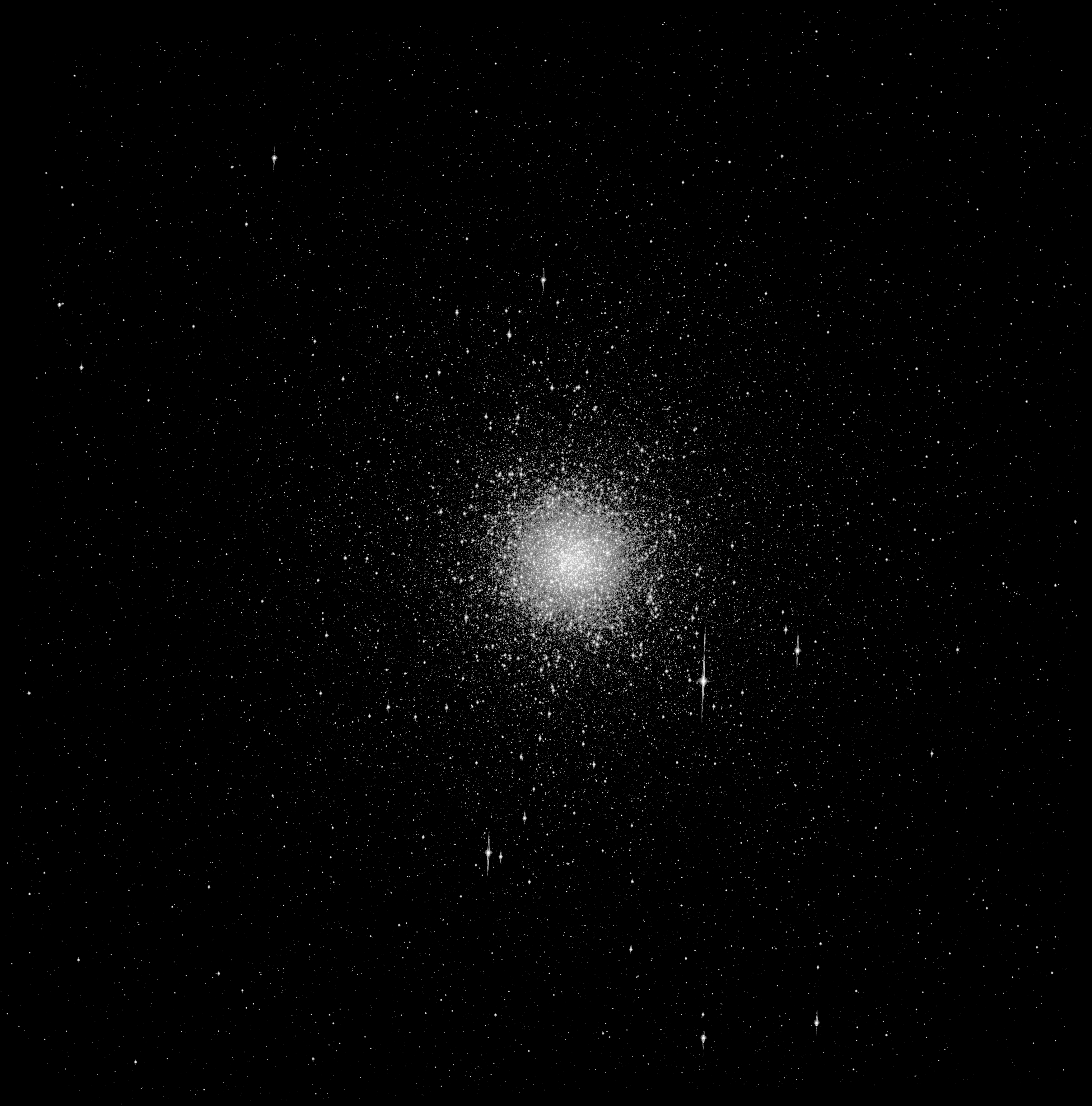
A Messier 54 gömbhalmaz, amely valószínűleg a Sagittarius elliptikus törpegalaxis középpontjában helyezkedik el

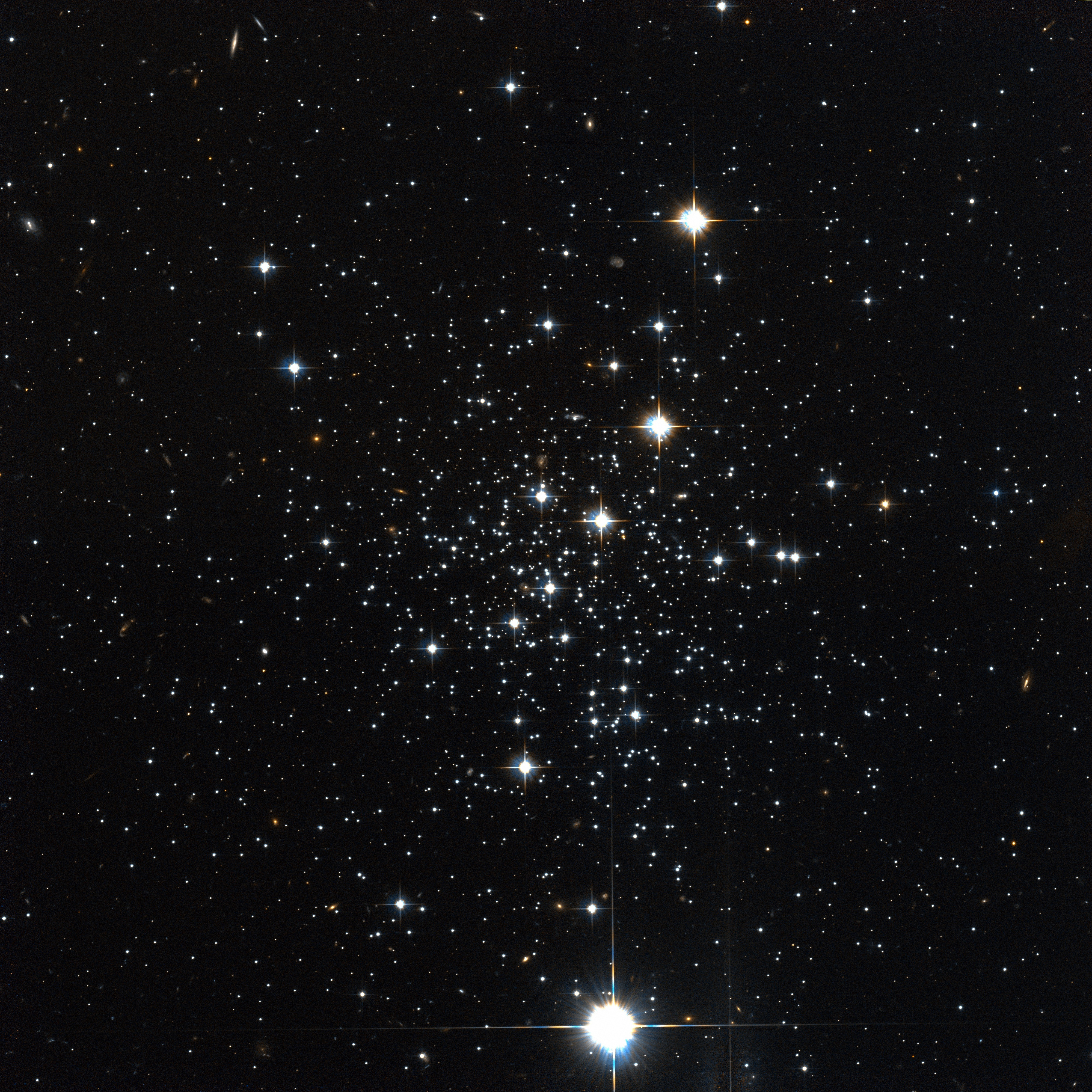
A Palomar 12 gömbhalmaz, melyet valószínűleg a Tejútrendszer gravitációs hatása szakított ki mintegy másfél milliárd évvel ezelőtt a Sagittarius elliptikus törpegalaxisból. A Hubble űrtávcső képe

A Virginiai– és a Massachusettsi Egyetem asztrofizikusai a 2 Micron All Sky Survey mérései által lassan felfedték a teljes hurok alakú szerkezetet. 2003-ban infravörös távcsövek és szuperszámítógépek segítségével Steven Majewski, Michael Skrutskie, és Martin Weinberg segítségével létrehoztak egy új csillagtérképet, ami megkülönbözteti a teljes Sag DEG pozícióját, szerkezetét, a csillagokban gazdag előtér és háttér tömegétől elkülönülő hurok alakú pályája alakját, mely közel derékszöget zár be galaxisunk síkjával.
Ez az egyik legközelebbi kísérőgalaxis. Rendkívül alacsony a felületi fényessége. A Tejútrendszer központjával azonos látóirányban, galaxisunk ellentétes oldalán található. Ebből következően nagyon gyengén látszik, bár lefedi az égbolt jelentős területét. 1994-ben fedezte fel Rodrigo Ibata, Mike Irwin és Gerry Gilmore. 2003-ig a Sag DEG volt a Földhöz legközelebb eső kísérőgalaxis, de azóta megelőzte az újonnan felfedezett Canis Major-törpegalaxis.
Úgy tűnik, a Sag DEG egy idősebb galaxis, kevés csillagközi porral és nagyrészt nyugodt II. populációs csillagokkal, melyek öregebbek és fém-szegényebbek, a Tejútrendszer csillagaival összehasonlítva. Luminozitása 20–100 milliószorosa a Napénak, ezzel félúton van a Sculptor– és Fornax törpegalaxis között. Közös tulajdonságuk, hogy sok bennük a fősorozatról elfejlődött óriáscsillag és fehér törpe.
Aktuális röppályája alapján a Sag DEG fő része a következő 100 millió éven belül áthalad a Tejút galaktikus lemezén, míg a hurok alakú ellipszis lassan kör alakú keringési pályára vált és idővel anyagát elnyeli a galaktikus lemez, melynek számított tömege tízezerszer nagyobb.
A Sag DEG csillagainak összetétele kísértetiesen emlékeztet a Nagy Magellán-felhő csillagpopulációjára. Ellenben a modellszámítások még nem igazolták a kutatók sejtését, hogy a két galaxisnak a távoli múltban lett volna egy közös őse. Tejútrendszer körüli pályájuk majdnem merőleges egymásra.

### Gömbhalmazok
A Sag DEG-nek négy ismert gömbhalmaza van. Egyikük az M54, mely látszólag a magjánál található. Továbbá dinamikusan kapcsolódik a fiatal Terzan 7, a Terzan 8 és Arp 2 fiatal halmazokhoz. A kutatók szintén a Sag DEG-gel társítják a Palomar 12-t (Cohen 2004, Sbordone és társai, 2006) és Whiting 1 halmazokat is (Carraro és társai, 2007).

### Fémtartalom
A Sag DEG-nek változatos a csillagpopulációja. A legidősebb gömbhalmazoktól (15 milliárd év) egész a fiatal, néhány százmillió éves halmazokig terjed. Ez szintén alátámasztja a kor–fémesség kapcsolatot, ahol az idős csillagok fémekben szegények ([Fe/H] = –1,6 ± 0,1), míg a legfiatalabb tagok szuper-csillagokban bővelkednek.
A kis galaxis külső, a centrumától távoli részein rendkívül alacsony a csillagok nehézelem tartalma, a kémiai összetétel pedig pontosan megfelel a Palomar 12 gömbhalmazra megállapított elemgyakoriságnak, ami sugallja, hogy a Pal 12 a törpegalaxisból szakadt ki, és vált a Tejútrendszer részévé.

## A galaxis és pályája geometriája
Sok csillagász úgy gondolja, hogy a Sag DEG már elérte a széthullás egy előrehaladott állapotát, eredeti anyagának nagy része már közös a Tejúttal. Mindazonáltal a Sag DEG-nek szétszórt, elnyújtott ellipszisként még mindig egységes szerkezete van és úgy tűnik, közel sarki pályára állt a Tejútrendszer körül. A modellszámítások felvetették, hogy a galaxisból kiszakadt csillagok széthúzódnak egy hosszú csillagáramlásban a keringési pálya mentén. Ahogy Tejútrendszerünk árapályereje hat kísérőgalaxisára, úgy a Sag DEG is hat galaxisunk korongjára. Ahol kölcsönhat a két galaxis, ott a Tejút sík lemeze eldeformálódott.
Tudósok egy csoportja szerint a Sag DEG legalább tízszer haladt át a Tejútrendszer síkján, ennek ellenére galaxisunk árapályereje még nem tépte szét teljesen. 2006 júniusában a HESS Cserenkov Teleszkóppal – sötét anyag annihilációjának nyomait – nagy energiájú gammasugarakat mértek a Sag DEG felől, ami arra utal, hogy a sötét anyag magasabb koncentrációja tartja még egyben a galaxis megmaradt részét.
1999-ben Johnston és társai arra következtettek, hogy a Sag DEG a Tejút körül keringett legalább 1 milliárd éve és ezalatt az idő alatt tömege 2 vagy 3 nagyságrenddel csökkent. A pályájáról úgy vélik, hogy galaktocentrikus keringési ideje 550-750 millió év között és távolságai ~13 és ~41 kpc (42,4 és 133,7 ezer fényév) között változnak. Az utolsó perigalaktikus pont ~50 millió évvel ezelőtt következett be. 1999-ben Jiang &Binney modelljei alapján azt találta, hogy a Sag DEG és a Tejútrendszer kölcsönhatása több mint 200 kpc (650 000 fényév) távolságban kezdődhetett és ha kezdő tömege ~1011 naptömeg lehetett. A modell mindkét galaxis potenciális mezejét felhasználja, a Sag DEG csillagtörmelékei megfigyeléseinek sajátos mozgásában. Burton &Lockman 1999-ben nem talált semleges hidrogéngázt, ami kapcsolatos a Sag DEG-gel.